# Селски тъкач
Селският тъкач (Ploceus cucullatus) е вид птица от семейство Тъкачови (Ploceidae), която се среща в по-голямата част на Субсахарска Африка. Видът е усвоен и в Испаньола, Мавриций и Реюнион.
Този изобилен вид се среща в широк спектър от открити или полуотворени местообитания, включително горски и човешки обитатели, и често образува големи шумни колонии в градове, села и хотели. Тази птица изгражда голямо грубо изтъкано гнездо, изработено от тревни и листови ивици, с излизащ надолу вход, който е окачен от клон на дърво. Полагат се 2 – 3 яйца.
Ploceus cucullatus се хранят основно със семена и зърно и могат да бъдат вредители на културите, но лесно ще приемат насекоми, особено когато хранят млади, което частично премахва увреждането на земеделието. Призивите на тази птица включват сурови звънчета и тракане.

## Разпространение
Видът е разпространен в Ангола, Бенин, Ботсвана, Буркина Фасо, Бурунди, Габон, Гамбия, Гана, Гвинея, Гвинея-Бисау, Екваториална Гвинея, Еритрея, Етиопия, Замбия, Зимбабве, Камерун, Демократична република Конго, Република Конго, Кот д'Ивоар, Кения, Лесото, Либерия, Малави, Мали, Мавритания, Мозамбик, Намибия, Нигер, Нигерия, Руанда, Сао Томе и Принсипи, Сенегал, Сиера Леоне, Сомалия, Судан, Свазиленд, Танзания, Того, Уганда, Централноафриканската република, Чад, Южна Африка и Южен Судан.